# RHYTHM OF SILENCE
『RHYTHM OF SILENCE』（リズム・オヴ・サイレンス）は障子久美1作目のアルバム。1990年2月21日に、ビクターエンタテインメントから発売。2020年9月2日にはMEG-CDから再発売、同年10月14日に配信でも発売された。

## 収録曲
1. PRIVATE PARTY
2. MISS YOU
3. HEAVEN
4. うすべにの嵐
5. WANDER
6. ONE BY ONE
7. GIVE ME YOUR LOVE
8. PARADISE
9. 三度目の木枯し
10. 戻らないとき